# Журули, Георгий Дурмишханович
Георгий Дурмишханович Журули (груз. გიორგი დურმიშხანის ძე ჟურული, 22 октября 1865, Батоми, Кавказское наместничество — 9 октября 1951, Париж) — грузинский политик, министр в правительстве Демократической Республики Грузия (1918—1921).

## Биография

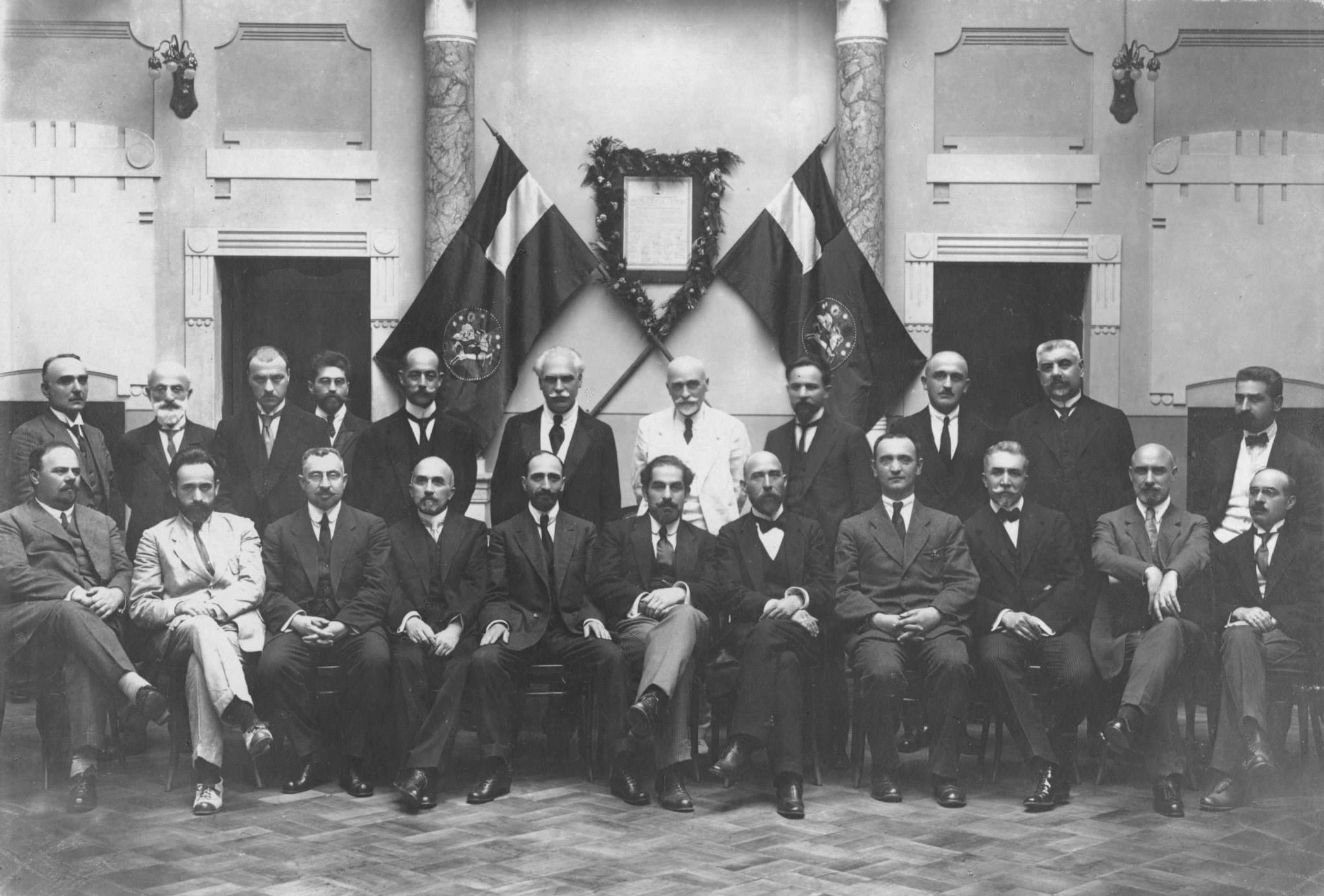
Члены правления Госбанка Грузии на его открытии, Журули — второй ряд, в светлом костюме

В 1886 году окончил Тифлисский кадетский корпус и в том же году уехал во Францию для изучения сельско-хозяйственных наук в Парижском горном институте. Затем он поступил в Московскую Петровскую сельскохозяйственную академию и окончил её в 1893 году.
Вернувшись на родину, стал заниматься общественной деятельностью и публицистикой. Сотрудничал в газете «Иверия» (входил в группу под названием «Молодые иверианцы»). Был избран членом наблюдательного совета грузинского школьного комитета, сберегательного банка и правления драматического общества. В 1897—1903 годах работал цензором в Обзоре Кавказа, затем — чиновником среднего звена в министерстве.
В 1903 году избран членом городского совета[уточнить] Батуми. Долгое время служил в Батуми, затем в Тифлисском самоуправлении, был главой города Батуми (1910—1913), пресс-секретарем городского совета Тифлиса, членом совета и председателем финансовой комиссии. Благодаря своей плодотворной работе он заслужил репутацию прогрессивного муниципального деятеля не только на Кавказе, но и по всей России.
Был в составе делегации, направленной в Санкт-Петербург с требованием права голоса Закавказской Думе. Во время Первой русской революции активно участвовал в работе по созданию Национал-демократической партии во главе с Ильей Чавчавадзе, но в то время организация партии провалилась. Был членом Общества распространения грамотности в Грузии, возглавлял Батумский совет Общества в 1908—1910 годах.
В 1917 году был избран членом Совета Национальностей, членом общества-основателей Грузинского национального университета, а также Национального межпартийного совета Грузии. На учредительном съезде НДП в июне 1917 года был избран одним из заместителей председателя съезда. Избран членом центрального комитета партии, позже его избрали членом НДП Кутаисского райкома.
В сентябре 1917 года участвовал в работе Церкви Грузии (был одним из президентов конгрегации), который был избран католикосом-патриархом Грузии. В ноябре того же года был делегатом первого национального конгресса Грузии, избранным членом национального совета. В мае 1918 года в качестве советника делегации участвовал в Батумской мирной конференции.
В 1918 году подписал Акт о независимости Грузии. В первом коалиционном правительстве независимой Грузии занял пост министра финансов и торговли, оставалась на своем посту до марта 1919 года, до того как учредительное собрание Грузии было укомплектовано представителями одной из победивших партий, социал-демократами. Его факсимиле стоит на однолетнем обязательстве Казначейства Демократической Республики Грузия (5 %), выпущенным в январе 1919 года, для снятия наличных с населения.
В 1917 году избран заместителем председателя Чиатурского конгресса по производству черного камня, а с 1919 года был председателем Чиатурского совета по производству черного камня. В 1919—1920 годах представлял страну на переговорах с командованием союзных войск в Батуми.
После советизации Грузии вместе с некоторыми членами правительства эмигрировал. Жил во Франции. Был включен в группу Габашвили, группировался вокруг газеты Мамулишвили.
Автор воспоминаний об Илье Чавчавадзе.
Похоронен на Левильском кладбище.

## Личная жизнь
Жена — Елена Журули и сын — Дурмишхан.